# El apóstol
El apóstol va ser un llargmetratge d'animació produït i estrenat a l'Argentina el 1917. Va ser la primera producció d'aquest tipus a la història del cinema, obra de l'artista nacionalitzat argentí Quirino Cristiani el qual emprà la tècnica de l'animació de figures retallades (cut-out).
El film és una sàtira política d'una hora de duració dirigida a qui era president de l'Argentina en aquells dies, el radical Hipólito Yrigoyen. Per crear-la, Cristiani utilitzà 58 mil dibuixos en quinze mil·límetres, a raó de catorze quadres per segon, a més de diverses maquetes que representaven edificacions conegudes de la ciutat de Buenos Aires com bé podria ser el Congrés Nacional Argentina, l'Aduana de la capital o l'edifici d'Obres Sanitàries de la Nació.
Avui en dia no queden còpies del film a causa d'un incendi el 1926 ocorregut al taller i ocasionat per la pràctica habitual del reciclatge de cel·luloides per fabricar pintes, motiu pel qual actualment se'l considera un film perdut, tenint en compte la històricament deficient política de conservació de material fílmic i televisiu argentí.

## Sinopsi
La pel·lícula fou una sàtira política, de conreu típic a Europa, sobre el llavors president argentí Hipólito Yrigoyen, qui vol netejar Buenos Aires de la immoralitat i la corrupció. Yrigoyen vola pel cel i es troba amb el déu del tro, Júpiter. Usant els seus raigs, Yrigoyen colpeja Buenos Aires i la ciutat es veu embolicada en flames, cremant-se en cendres, abans que decideixi començar a reconstruir la ciutat. Després desperta i descobreix que tot el que ha passat anteriorment era un somni i es veu obligat a enfrontar la dura realitat de la política complicada.